# Brazílie na Letních olympijských hrách 1976
Brazílie se účastnila Letní olympiády 1976 v kanadském Montrealu. Zastupovalo ji 79 sportovců (72 mužů a 7 žen) ve 12 sportech.

## Medailisté
| Medaile | Jméno                        | Sport    | Soutěž               |
| ------- | ---------------------------- | -------- | -------------------- |
| Bronz   | Reinaldo Conrad Peter Ficker | Jachting | Muži Flying Dutchman |
| Bronz   | João Carlos de Oliveira      | Atletika | Muži trojskok        |